# Berwyn (Pennsylvania)
Berwyn ist ein census-designated place (CDP) im US-amerikanischen Bundesstaat Pennsylvania in der Chester County. Das U.S. Census Bureau hat bei der Volkszählung 2020 eine Einwohnerzahl von 3.775 ermittelt. Bis 2010 bildete es mit dem benachbarten Devon noch einen gemeinsamen CDP. Berwyn liegt in der Metropolregion Delaware Valley.
Trinseo hat hier seinen Hauptsitz und TE Connectivity (ehemals Tyco Electronics) seinen Verwaltungssitz.

## Persönlichkeiten
- Harold Barron (1894–1978), Leichtathlet
- David und Julie Nixon Eisenhower (beide * 1948), Präsidentenenkel und -tochterehepaar
- Rachelle Ferrell (* 1961), Sängerin
- Bill Fritz (1892–1941), Leichtathlet
- Gregory G. Garre (* 1964), Jurist
- Barbara Robinson (1927–2013), Schriftstellerin
- Grant Shaud (* 1961), Schauspieler